# 威廉·利勒
| 小行星2449 | 1978年4月8日  |  |
| 小行星3040 | 1979年1月23日 |  |

威廉·利勒（英語：William Liller，1927年4月1日—2021年2月28日），美国天文学家。曾任哈佛大学教授。

## 生平
1927年生于美国宾夕法尼亚州费城。1944年就读于哈佛大学。1945年参加海军，1949年在哈佛大学获得天文学学士学位。他继续在密歇根大学学习，1953年获得博士学位，此后留校任教。1960年转任哈佛大学教授，1960年至1966年担任天文学系主任。他是國際天文聯會会员，美國天文學會会员，美国文理科学院，美国变星观测者协会会员。1964年获古根海姆獎。小行星3222以他的名字命名。
2021年2月28日逝世。